# Horațiu Moldovan
Horațiu Alexandru Moldovan, född 20 januari 1998 i Cluj-Napoca, är en rumänsk fotbollsmålvakt som spelar för Atlético Madrid och Rumäniens landslag.

## Klubbkarriär
Den 24 januari 2024 värvades Moldovan av Atlético Madrid, där han skrev på ett 3,5-årskontrakt.

## Landslagskarriär
Moldovan debuterade för Rumäniens landslag den 17 november 2022 i en 2–1-förlust mot Slovenien.